# Petite Messe Solennelle
La Petite messe solennelle es una composición sacra de Gioachino Rossini. Fue compuesta en el año 1863 y descrita por el compositor como "el último de mis péchés de vieillesse" ("pecados de vejez").
El ingenioso compositor, quien produjo poco para el público durante su largo retiro en Passy, prologó su misa—caracterizada, apócrifamente por Napoleón III, como ni pequeña ni como solemne, ni particularmente litúrgica—con las palabras:
"Buen Dios—contempla terminada esta pobre y pequeña misa—de verdad es música sagrada [la musique sacrée] que acabo de escribir, o meramente algo de música maldita [la sacré musique]? Lo sabes bien, nací para la ópera bufa. Poca ciencia, un poco de corazón, eso es todo. De manera que puedas ser bendito, ¡y me concedas el Paraíso!"
Se estrenó en la dedicación (14 de marzo de 1864) de la capilla privada en el hôtel de Louise, condesa de Pillet-Will, a quien Rossini dedicó esta pieza refinada y elegante, que evita la opulencia sentimental de la mayor parte de las obras litúrgicas contemporáneas, como las de Charles Gounod. Rossini especificó doce cantantes en total, con los solistas doblando el coro SATB, y previó dos pianos y harmonium. Entre los primeros oyentes estuvieron Giacomo Meyerbeer, Daniel Auber y Ambroise Thomas, quien sucedería a Auber como director del Conservatorio de París. Albert Lavignac, con dieciocho años de edad, dirigió desde el harmonium. Los solistas fueron Carlotta y Barbara Marchisio, Italo Gardoni y Luigi Agnesi. Se dice que toda lo que esta pieza exige es un pequeño salón, un piano, un harmonium, ocho coristas y los cuatro mejores cantantes del mundo.
Parcialmente por temor a lo que de cualquier forma se haría tras su muerte, Rossini orquestó discretamente la Petite messe solennelle en 1866-67, sin perder su candor y sutileza, y la versión resultante se representó por vez primera el 24 de febrero de 1869, tres meses después de la muerte del compositor, y tan cerca como se pudo de lo que habría sido el 77 cumpleaños de Rossini; en el Théâtre-Italien, París. Aquel año se publicaron ambas versiones.
La estructura de la pieza es la siguiente:
- Kyrie
- Gloria:
  - Gloria in excelsis Deo
  - Gratias agimus tibi
  - Domine Deus
  - Qui tollis peccata mundi
  - Quoniam tu solus sanctus
  - Cum Sancto Spiritu
- Credo:
  - Credo in unum Deum
  - Crucifixus
  - Et resurrexit
- Preludio religioso
- Ritornello–Sanctus
- Benedictus
- O salutaris hostia
- Agnus Dei

El himno O salutaris hostia no forma parte habitualmente de la Misa.